# 1953年の映画
1953年の映画（1953ねんのえいが）では、1953年（昭和28年）の映画分野の動向についてまとめる。
1952年の映画 - 1953年の映画 - 1954年の映画

## 出来事

### 世界
- フランス、『現金に手を出すな』（ジャック・ベッケル監督）などフィルム・ノワール流行[1]。
- 5月 - 東宝、ロサンゼルスに出張所の開設を決定[2]。
- 6月28日 - 『煙突の見える場所』（五所平之助監督） 、第3回ベルリン国際映画祭でドイツ上院陪審賞（三等賞）を受賞[3][4][5]。
- 7月23日 - 米国・ロサンゼルスに国際東宝が設立される[6]。
- 8月27日 - イタリア、長編カラー記録映画『緑の魔境』公開[1][7][注 1]。
- 9月5日 - 第14回ベニス国際映画祭で 溝口健二監督『雨月物語』が銀獅子賞受賞[2][8][9]。
- 9月16日 - 米国ニューヨーク・ロキシー劇場（英語版）、シネマスコープ第1作『聖衣』（20世紀フォックス、ヘンリー・コスター監督）初公開[10][1][11][注 2][矛盾 ⇔ 聖衣]。
- 月日不詳
  - 米国、ディズニー、ブエナ・ヴィスタ配給設立、世界配給に乗り出す[1][矛盾 ⇔ ウォルト・ディズニー・カンパニー]。

### 日本
- 1月
  - 東映、今井正監督『ひめゆりの塔』が空前の配給収入（1億8000万円）を記録する[12][8][13]。社内の消極論を押し切り、『きけ、わだつみの声』（1950年）の2匹目のドジョウを狙ったマキノ光雄の功績が大[14]。
  - 1月1日 - 入場税が税率50パーセントに軽減される[15][12][8][16]。
  - 1月15日 - 早川電機工業(のちのシャープ)、国産第一号の白黒テレビ発売[17]。
  - 1月19日 - 映画産業振興会発足[16]。
  - 1月30日 - 東映、中里介山作『大菩薩峠』の映画化権譲渡をめぐり、東京地裁に権利保有の仮処分申請[14]。4月23日に『大菩薩峠　甲源一刀流の巻』（渡辺邦男監督）[18]が公開後も法定闘争は続き、1956年暮に円満解決[14]。
- 2月
  - 2月1日 - NHKが東京地区でテレビの本放送を開始する[19][12][8][16]。
  - 2月5日 - 大映旧作品『三代の盃』[20]の改題（新題『花嫁一本刀』）・改修について、東映及び東映取締役・片岡千恵蔵が大映に抗議[21]。
  - 2月10日 - 新東宝、田辺宗英社長就任[12][16]。
  - 2月28日
    - 連合映画設立[16]。
    - 東映、オリンピア映画を合併、新宿ヒカリ座・横浜オリンピア劇場の経営を引き継ぐ[14]。
- 3月
  - 木村荘十二監督帰還[3]。
  - 3月17日 - 愛知県下の劇場主92名が上京、邦画5社・洋画12社に対し適正な上映権利料を要請[22]。
  - 3月21日 - 大映初の天然色映画製作準備のため、衣笠貞之助監督、撮影技師・杉山公平ら渡米[22]。
  - 3月25日 - 宝塚映画撮影所全焼[22][12]。
- 4月
  - 4月15日 - 東映、大川博とマキノ光雄が欧米映画事情視察のため出発、6月15日帰国[14][2]。
  - 4月22日 - 東宝、第1回立体映画トービジョン『飛び出した日曜日』公開[6][2][23]。
- 5月
  - 社団法人映画産業振興会発足[3]。
  - 宝塚映画、西宮スタジオに移転[2]。
  - 大蔵省、米国独立映画製作者協会（SIMPP）と映画協定を結ぶ[2]。
  - 5月9日 - 立体映画ナチュラル・ビジョン『ブワナの悪魔』初公開[3]。
  - 5月23日 - 松竹、春秋2回東西撮影所合同映画製作を決定、1作目は『花の生涯』（大曾根辰夫監督）[24]。
  - 5月29日 - 映連、被占領時代、未検閲を理由に差押えられた映画の返還運動を開始[24]。
- 6月 
  - ジョセフ・フォン・スタンバーグ監督が京都で『アナタハン』を製作[2]。
  - 6月2日 - ディズニー映画『ダンボ』の日本語録音指導のため、ディズニー社カッティング技術部長夫妻来日[24]。
  - 6月3日 - 東京・江東劇場で日本初のワイドスクリーンが人気になる[19][2][6]。
- 7月
  - 日活、株主に対して「映画製作開始についてお知らせ」を発送[25]。
  - 7月1日 - 北海道釧路市内の全映画館、外国映画の高額な上映権利料を理由に上映を拒否、一斉に外国映画のボイコットを断行[4]。7月10日、外国映画会社の各北海道支社、釧路興行組合の上映権利料の値下げ要求と歩合制への移行を一蹴[4]。
  - 7月7日 - 阪東妻三郎（51歳）死去[8][6]。7月11日、松竹京都撮影所で「関西映画人葬」執行[4][26]。
  - 7月14日 - 日本初の夜通し(深夜)興行、福岡東宝劇場で実施[17]。
  - 7月22日 - 東京・五反田東映劇場、区画整理のため休業[14]。9月1日、リニューアル・オープン[14]。
- 8月
  - 8月14日 - 大蔵省、外国映画の割当配分方針を発表[9]。
  - 8月27日 - 大阪・梅田小劇場が梅田ニュース映画館に名称変更[9]。
  - 8月28日
    - 日本テレビ、民放初のテレビ本放送を開始する[19][2][8][9]。
    - 西独大使館、大蔵省に対し、旧ウーファ映画の処理について非公式な申入れ[27]。
- 9月
  - 松竹、『君の名は』3部作大ヒット配給収入9億6000万円[8]。
  - 新東宝、服部知祥社長就任[2]。
  - 9月4日 - 日活、12年ぶりに自主製作、配給の再開を発表[2][8][9]。
  - 9月6日 - 東京、丸の内スバル座全焼[2][8][28][9]。
  - 9月10日 - 松竹・東宝・大映・新東宝・東映が映画俳優引き抜き防止の五社協定を調印[19][8]。違反罰金1000万円[8]。
  - 9月15日 - 東宝初の総天然色映画『花の中の娘たち』（山本嘉次郎監督）[29]公開[9]。
  - 9月29日 - 東宝『赤線基地』（谷口千吉監督）、反米映画と米記者から批判され、翌30日からの公開を中止[17]。12月8日、映画を改訂して公開[17]。
- 10月
  - 内田吐夢監督帰還[3]。
  - 10月18日 - フランス映画祭開催[3][30]。
  - 10月30日 - 第1回東映ニューフェイス、中原ひとみ・山本麟一ら23名入社[31][13]。
- 11月
  - 11月18日
    - 東映、直営モデル劇場第1号となる渋谷東映劇場・渋谷東映地下劇場がオープン[31][32]。
    - 東映初の総天然色映画『日輪』（渡辺邦男監督）公開[33][13]。

  - 11月30日 - 日本映画の台湾向け輸出と台湾バナナや台湾産パイナップル缶詰輸入リンク制が認可[9][34]。
- 12月
  - 12月1日 - 米・英・仏の連合3国、大蔵省に対して「日本国内における旧ドイツ映画の著作権管理を放棄し原製作者に返還する」旨を通達[34]。
  - 12月18日 - 大阪・南街会館新築オープン（南街劇場、なんば東宝、南街ミュージック・ホールを収容）[9]。
  - 12月22日 - 日本映画連合会理事会で劇映画のテレビ放映は公開から3年経たものに限ると決議[19][9]。ただし、短編には制限なし[19]。
  - 12月26日 - 東京・有楽座と大阪・南街劇場（29日から）でシネマスコープ第1作『聖衣』を東宝が独占上映[19][35][注 3]。
  - 12月28日 - 東映、2本立て製作配給を開始[36]。2本立て全プロ（グラム）配給は、中編映画「東映娯楽版」を連作することで実現[34]。
- 月日不詳
  - 米国雑誌、日本映画界が「反米容共的」であると非難[36]。

## 周年
- 創立30周年
  - ウォルト・ディズニー・プロダクション - 創立30周年記念作品として、『ピーター・パン』を公開した。

## 日本の映画興行
- 入場料金（大人）
  - 125円（東京の邦画封切館）[37]
  - 124円（統計局『小売物価統計調査（動向編） 調査結果』[38] 銘柄符号 9341「映画観覧料」）[39]
- 入場者数 7億6418万人[36]（1年間に1人平均8.8回鑑賞）[40]

| 配給会社 | 年間配給収入 | 前年対比 |
| -------- | ------------ | -------- |
| 松竹     | 36億7464万円 | N/A      |
| 東宝     | 23億5702万円 | N/A      |
| 大映     | 30億2955万円 | N/A      |
| 新東宝   | 21億9819万円 | N/A      |
| 東映     | 26億3878万円 | N/A      |
| 日活     | N/A          | N/A      |

出典: 井上雅雄「映画産業の戦後｢黄金期｣の実態(下) : ポスト占領期の映画産業と大映の企業経営・補論」『立教經濟學研究』第71巻第2号、立教大学経済学研究会、2017年10月、102頁、doi:10.14992/00015468。
| 映画製作会社   | 公開本数 |
| -------------- | -------- |
| 松竹           | 71       |
| 東宝           | 36       |
| 大映           | 51       |
| 新東宝         | 34       |
| 東映           | 48       |
| 宝塚映画製作所 | 10       |
| 東京映画       | 9        |
| その他         | 43       |
| 合計           | 302      |

出典：『映画統計資料 : 昭和21年1月-30年12月(10年間)』日本映画連合会、1956年、1頁。NDLJP:1694281。

## 各国ランキング

### 日本配給収入ランキング
| 順位 | 題名                   | 配給   | 配給収入    |
| ---- | ---------------------- | ------ | ----------- |
| 1    | 君の名は 第二部        | 松竹   | 3億0002万円 |
| 2    | 君の名は 第一部        | 松竹   | 2億5047万円 |
| 3    | 太平洋の鷲             | 東宝   | 1億6318万円 |
| 4    | 地獄門                 | 大映   | 1億5176万円 |
| 5    | 金色夜叉               | 大映   | 1億4669万円 |
| 6    | 花の生涯 彦根篇 江戸篇 | 松竹   | 1億3990万円 |
| 7    | 戦艦大和               | 新東宝 | 1億3601万円 |
| 8    | 東京物語               | 松竹   | 1億3165万円 |
| 9    | 叛乱                   | 新東宝 | 1億2642万円 |
| 10   | 家族会議               | 松竹   | 1億2554万円 |

出典:『キネマ旬報ベスト・テン85回全史 1924-2011』キネマ旬報社〈キネマ旬報ムック〉、2012年5月、104頁。ISBN 978-4873767550。
| 順位 | 題名               | 製作国             | 配給                       | 配給収入    |
| ---- | ------------------ | ------------------ | -------------------------- | ----------- |
| 1    | 地上最大のショウ   | アメリカ合衆国の旗 | パラマウント映画           | 2億0270万円 |
| 2    | シェーン           | アメリカ合衆国の旗 | パラマウント映画           | 1億8175万円 |
| 3    | クォ・ヴァディス   | アメリカ合衆国の旗 | MGM                        | 1億5251万円 |
| 4    | グレン・ミラー物語 | アメリカ合衆国の旗 | ユニバーサル・ピクチャーズ | 1億3422万円 |
| 5    | シンデレラ姫       | アメリカ合衆国の旗 | RKO                        | 1億2714万円 |
| 6    | 機動部隊           | アメリカ合衆国の旗 | ワーナー・ブラザース       | 1億2182万円 |
| 7    | 地上より永遠に     | アメリカ合衆国の旗 | コロンビア ピクチャーズ    | 1億1472万円 |
| 8    | 遠い太鼓           | アメリカ合衆国の旗 | ワーナー・ブラザース       | 1億0686万円 |
| 9    | 静かなる男         | アメリカ合衆国の旗 | リパブリック＝NCC          | 1億0627万円 |
| 10   | ライムライト       | アメリカ合衆国の旗 | 松竹                       | 1億0540万円 |

出典:『キネマ旬報ベスト・テン85回全史 1924-2011』キネマ旬報社〈キネマ旬報ムック〉、2012年5月、105頁。ISBN 978-4873767550。

## 受賞
- 第26回アカデミー賞
  - 作品賞 - 『地上より永遠に』 - コロンビア映画
  - 監督賞 - フレッド・ジンネマン - 『地上より永遠に』
  - 主演男優賞 - ウィリアム・ホールデン - 『第十七捕虜収容所』
  - 主演女優賞 - オードリー・ヘプバーン - 『ローマの休日』
  - 助演男優賞 - フランク・シナトラ - 『地上より永遠に』
  - 助演女優賞 - ドナ・リード - 『地上より永遠に』

- 第11回ゴールデングローブ賞
  - 作品賞 - 『聖衣』
  - 主演男優賞 (ドラマ部門) - スペンサー・トレイシー - The Actress
  - 主演女優賞 (ドラマ部門) - オードリー・ヘプバーン - 『ローマの休日』
  - 主演男優賞 (ミュージカル・コメディ部門) - デヴィッド・ニーヴン - 『月蒼くして』
  - 主演女優賞 (ミュージカル・コメディ部門) - エセル・マーマン - Call Me Madam
  - 監督賞 - フレッド・ジンネマン - 『地上より永遠に』

- 第19回ニューヨーク映画批評家協会賞[44]
  - 作品賞 - 『地上より永遠に』

- 第6回カンヌ国際映画祭
  - パルム・ドール - 『恐怖の報酬』 - アンリ＝ジョルジュ・クルーゾー監督、 フランス/ イタリア

- 第14回ヴェネツィア国際映画祭
  - 金獅子賞 - 受賞無し

- 第3回ベルリン国際映画祭
  - 金熊賞 - 『恐怖の報酬』 - アンリ＝ジョルジュ・クルーゾー監督、 フランス/ イタリア

- 第4回ブルーリボン賞
  - 作品賞 - 『にごりえ』
  - 主演男優賞 -  該当者なし
  - 主演女優賞 - 乙羽信子（『縮図』『慾望』『女の一生』）
  - 監督賞 -  今井正（『ひめゆりの塔』）

- 第27回キネマ旬報ベスト・テン
  - 外国映画第1位 - 『禁じられた遊び』
  - 日本映画第1位 - 『にごりえ』

- 第8回毎日映画コンクール
  - 日本映画大賞 - 『にごりえ』

- 都民映画コンクール賞
  - 『東京物語』・『煙突の見える場所』・『ひめゆりの塔』・『にごりえ』（順不同）[45](pp152 - 174)[注 4]

- 第8回文部省芸術祭賞
  - 映画部門 - 『東京物語』[45](p152)[46]

## 生誕
- 1月30日 - スティーヴン・ザイリアン、 アメリカ合衆国、映画監督・脚本家
- 2月8日 - メアリー・スティーンバージェン、 アメリカ合衆国、女優
- 2月11日 - フィリップ・アングリム、 アメリカ合衆国、男優
- 2月19日 - マッシモ・トロイージ、 イタリア、男優
- 3月4日 - スコット・ヒックス、 オーストラリア、映画監督
- 3月16日 - イザベル・ユペール、 フランス、女優
- 4月3日 - 仁科亜季子、 日本、女優
- 4月5日 - 潘恵子、 日本、声優
- 4月18日 - リック・モラニス、 カナダ、男優・コメディアン
- 4月23日 - 国広富之、 日本、男優
- 5月4日 - 江原正士、 日本、声優
- 5月16日 - ピアース・ブロスナン、 アイルランド、男優
- 5月17日 - 島田陽子、 日本、女優
- 5月24日 - アルフレッド・モリーナ、 イギリス、男優
- 5月30日 - コルム・ミーニイ、 アイルランド、男優
- 6月7日 - 若原瞳、 日本、女優
- 6月13日 - ティム・アレン、 アメリカ合衆国、男優
- 7月31日 - 古谷徹、 日本、声優
- 8月11日 - ハルク・ホーガン、 アメリカ合衆国、レスラー
- 8月27日 - ピーター・ストーメア、 スウェーデン、男優
- 9月10日 - エイミー・アーヴィング、 アメリカ合衆国、女優
- 9月15日 - 竹下景子、 日本、女優
- 10月9日 - トニー・シャルーブ、 アメリカ合衆国、男優
- 10月26日 - モーリーン・ティーフィ、 アメリカ合衆国、女優
- 10月28日 - 斉藤暁、 日本、男優
- 10月31日 - マイケル・J・アンダーソン、 アメリカ合衆国、男優
- 11月1日 - 石丸謙二郎、 日本、男優
- 11月2日 - 平田満、 日本、男優
- 11月3日 - ケイト・キャプショー、 アメリカ合衆国、女優
- 11月6日 - ロン・アンダーウッド、 アメリカ合衆国、映画監督
- 11月22日 - 中田喜子、 日本、女優
- 11月28日 - 松平健、 日本、男優
- 12月6日 - トム・ハルス、 アメリカ合衆国、男優
- 12月8日 - キム・ベイシンガー、 アメリカ合衆国、女優
- 12月8日 - サム・キニソン、 アメリカ合衆国、スタンドアップコメディアン
- 12月9日 - ジョン・マルコヴィッチ、 アメリカ合衆国、男優
- 12月17日 - ビル・プルマン、 アメリカ合衆国、男優
- 12月31日 - ジェームズ・レマー、 アメリカ合衆国、男優

## 死去
| 日付 | 日付 | 名前                          | 出身国         | 年齢 | 職業     |
| 3月  | 5日  | ハーマン・J・マンキーウィッツ | アメリカ合衆国 | 55   | 脚本家   |
| 6月  | 20日 | フセヴォロド・プドフキン      | ロシア帝国     | 60   | 映画監督 |
| 10月 | 8日  | ナイジェル・ブルース          | イギリス       | 58   | 男優     |
| 11月 | 29日 | サム・ド・グラッス            | アメリカ合衆国 | 78   | 男優     |